# داميان رودس
داميان رودس (بالإنجليزية: Damian Rhodes)‏ هو لاعب هوكي الجليد أمريكي، ولد في 28 مايو 1969 في سانت بول في الولايات المتحدة.

## وصلات خارجية
- داميان رودس على موقع دوري الهوكي الوطني (الإنجليزية)
- داميان رودس على موقع قاعة مشاهير الهوكي (لاعب أن.إتش.أل) (الإنجليزية)
- داميان رودس على موقع EliteProspects.com (الإنجليزية)
- داميان رودس على موقع HockeyDB.com (الإنجليزية)
- داميان رودس على موقع Hockey-Reference.com (الإنجليزية)